# Hysterionica
Hysterionica  es una planta de la familia Asteraceae. Comprende 31 especies descritas y solo 13 aceptadas.

## Taxonomía
El género fue descrito por Carl Ludwig Willdenow y publicado en Der Gesellschaft Naturforschender Freunde zu Berlin Magazin für die neuesten Entdeckungen in der Gesammten Naturkunde 1(2): 140. 1807.

## Especies seleccionadas
A continuación se brinda un listado de las especies del género Hysterionica aceptadas hasta junio de 2011, ordenadas alfabéticamente. Para cada una se indica el nombre binomial seguido del autor, abreviado según las convenciones y usos.
- Hysterionica aberrans (Cabrera) Cabrera
- Hysterionica bakeri Hicken
- Hysterionica cabrerae Ariza
- Hysterionica dianthifolia (Griseb.) Cabrera
- Hysterionica filiforme Cabrera
- Hysterionica filiformis (Spreng.) Cabrera
- Hysterionica glaucifolia (Kuntze) Solbrig
- Hysterionica jasionoides Willd.
- Hysterionica montevidensis Baker
- Hysterionica pinifolia (Poir.) Baker
- Hysterionica pinnatiloba Matzenb. & Sobral
- Hysterionica pinnatisecta Matzenb. & Sobral
- Hysterionica pulchella Cabrera